# Sord M5

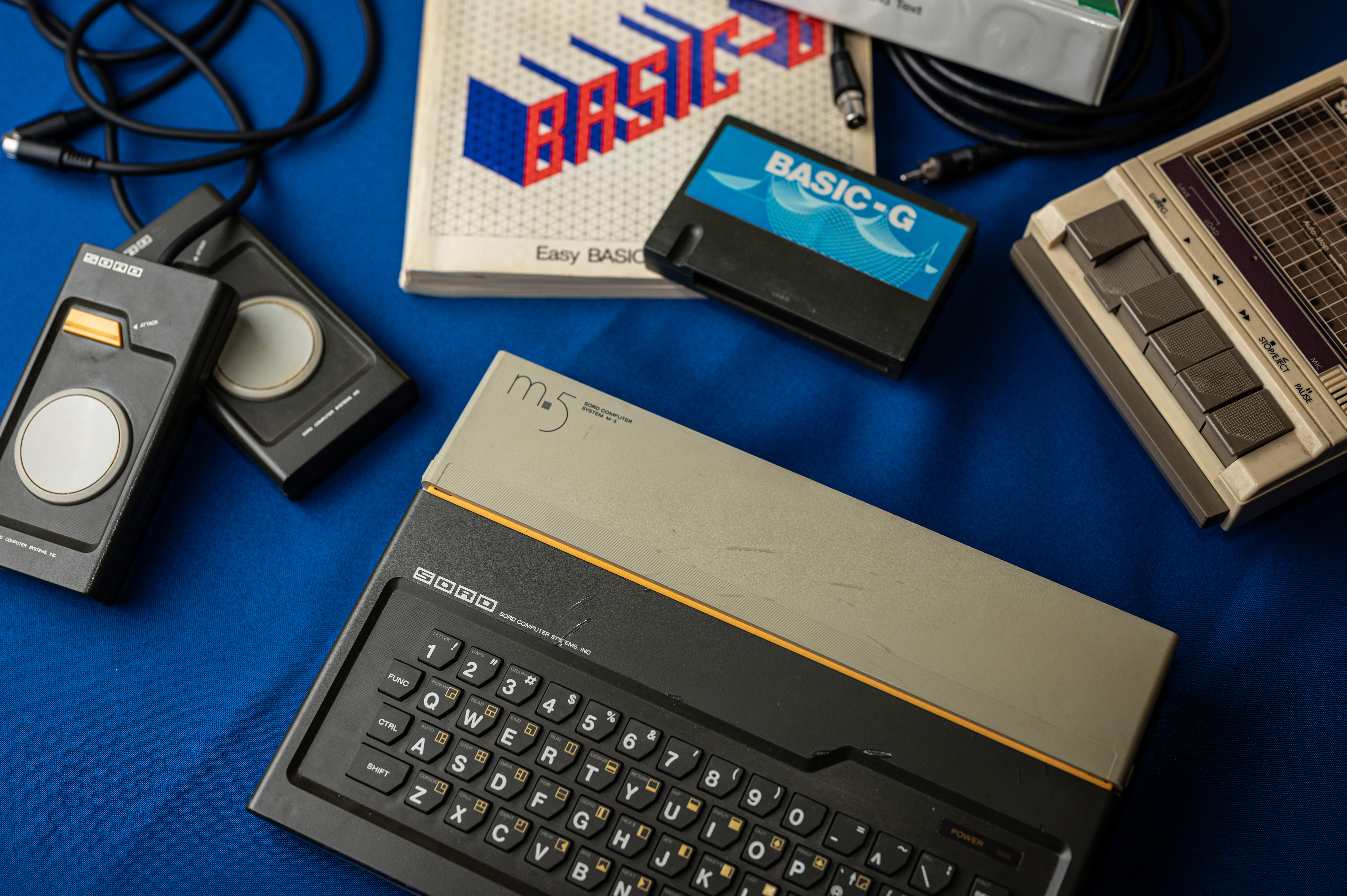
Počítač Sord M5 a příslušenství

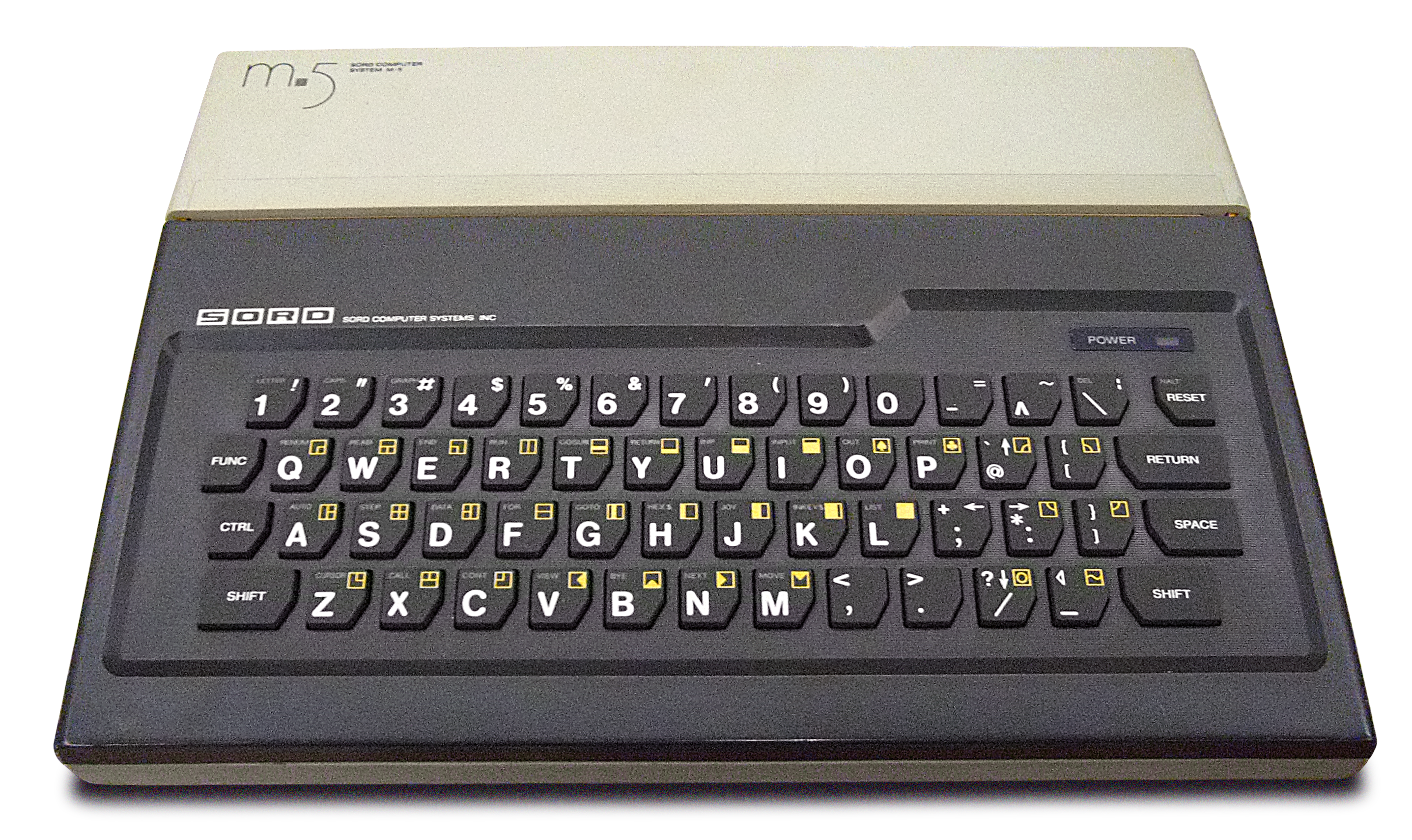
Sord M5

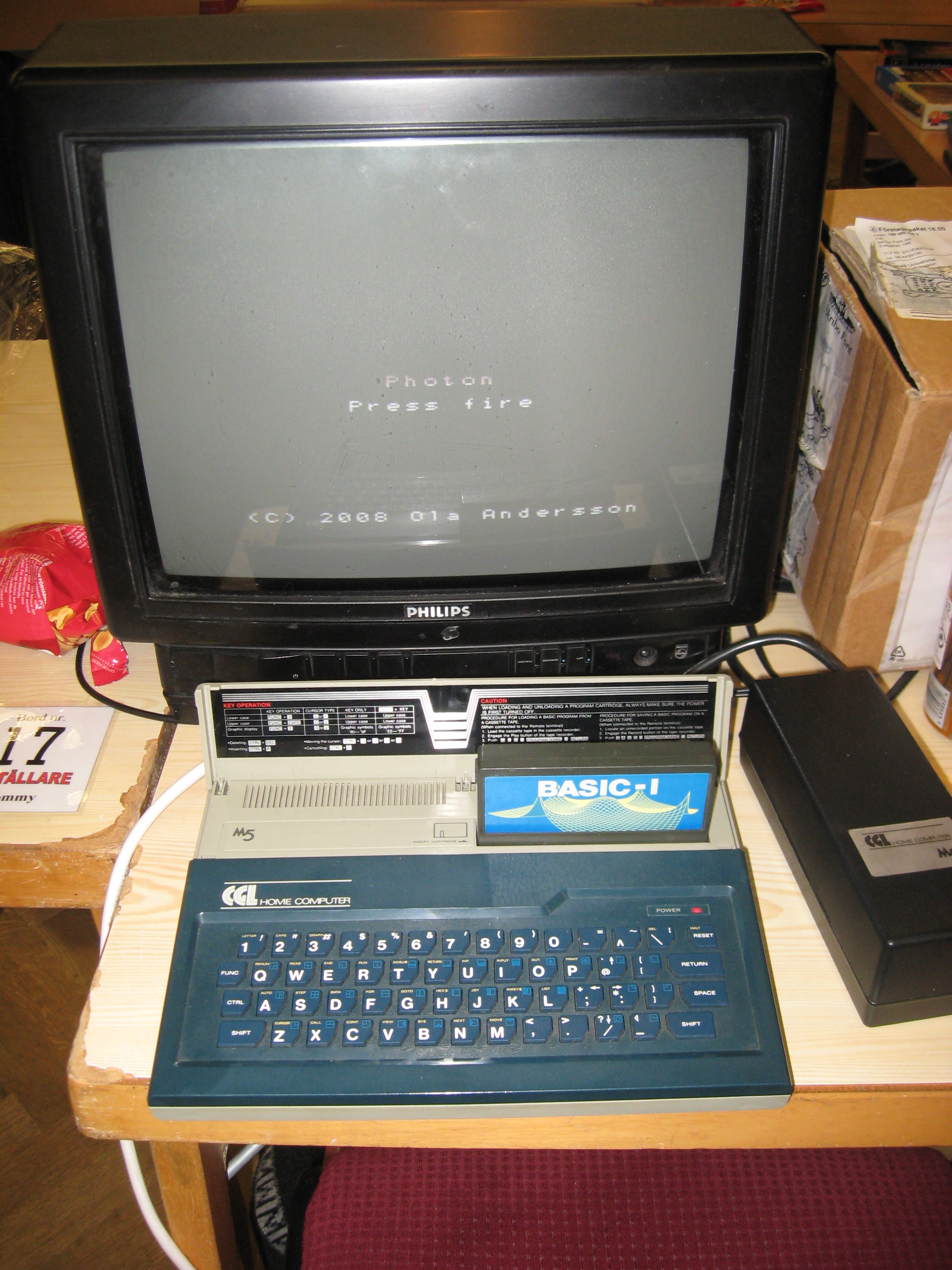
CGL M5

Sord M5 byl japonský domácí počítač vyvinutý v roce 1982 společností SORD Computer Corporation. Prodáván byl jak pod originální značkou, tedy jako SORD M5, tak jako rebrandovaný M5. Například v Evropě ho v roce 1983 firma CGL Home Computers prodávala jako CGL M5, v Japonsku vyráběla klony společnost Takara. Do ČSSR bylo dovezeno podnikem zahraničního obchodu (PZO) Tuzex od přelomu let 1984/1985 přibližně tisíc kusů počítačů, které se vyráběly v Irsku v SORD COMPUTER SYSTEMS, LTD. Firmu SORD založil v Japonsku Takayohi Shiina v roce 1970 ve věku 26 let. Zpočátku vytvářela společnost software pro DEC PDP minipočítače a až později začala vyrábět vlastní hardware. Jméno SORD je zkratka od SOftware/haRDwar a má odrážet duální zaměření společnosti. Firmu SORD odkoupila v roce 1985 společnost Toshiba Personal Computer System Corporation.
Gumové provedení klávesnice a rozložení kláves má M5 podobné počítači Sinclair ZX Spectrum, až na pravý spodní roh.

## Hardwarová specifikace

### Použité čipy
- CPU
  - Zilog Z80A, 3,58 MHz

- Časovač
  - 4 Channel Zilog Z80A-CTC

- Video hardware – TMS9929A (PAL) / TMS9928A (NTSC)
  - Grafický režim I: 8×8 pixelů/znak, 32 sloupců, 24 řádků, 256 uživatelem definovaných znaků (Generátor znaků), 16 barev, maximálně dvě různé barvy pro 1 znak (popředí, pozadí)
  - Textový režim: 8×6 pixelů/znak, 40 sloupců, 24 řádků, 256 uživatelem definovaných znaků (Generátor znaků) z toho 224 přímo tisknutelných (BASIC příkaz PRINT), 2 barvy (popředí, pozadí)
  - Režim Multi-color: 4×4 pixelů/bod, 64 sloupců, 48 řádků, 16 barev (bez vodorovného limitu barev)
  - Grafický režim II: 256×192 pixelů, 16 barev, maximálně dvě různé barvy v každé jedné vodorovné osmici pixelů
  - 32 hardwarových spritů (o rozměru 16×16 pixelů s možností zoom 2x)

- Zvukový hardware – SN76489AN
  - 3 zvukové kanály
  - 1 šumový kanál
  - 6 oktáv, 15 amplitudových úrovní

- Zákaznický obvod
  - GA015 velmi raná obdoba severního a jižního můstku

### Paměť
- RAM: 
  - 4 KB RAM interní rozšiřitelná o:
    - 32 KB RAM ve speciální cartridgi EM-5
    - 8 KB RAM v cartridge modulu společně s ROM Basic-G/Basic-F

  - 16 KB VRAM (pro obraz, mimo sběrnici hlavního procesoru)

- ROM:
  - 8 KB ROM interního monitoru ROM (BIOS)
  - 4 KB až 20 KB ROM v cartridgi s hrami, aplikacemi nebo Basic-I/Basic-G/Basic-F

### Klávesnice
- 55 gumových kláves
- přeřazovací klávesy SHIFT, CTRL, FUNC
  - režim LETTER a CAPITALS pro psaní textových znaků (malá písmena, velká písmena) a číslic
  - režim GRAPHIC pro psaní semigrafických symbolů
  - režim vkládání příkazů jazyka BASIC (FUNC+klávesa)
  - režim vkládání netisknutelných znaků (CTRL+SHIFT+klávesa)

### I/O porty a zdroj
- I/O porty:
  - televizní výstup, 36. kanál, konektor RCA-cinch (samice) - RF TV out (antena)
  - kompozitní video výstup, konektor RCA-cinch (samice) - composite video out
  - monofonní zvukový výstup, konektor RCA-cinch (samice)- sound out
  - 2× Joystick vstup, konektor je rozměrově shodný s PS/2 (samice)
  - Centronics nestandardní konektor s 16 piny (samec)
  - 8-pin konektor DIN pro I/O magnetofonu (samice)
  - 6-pin konektor pro napájecí zdroj (samice)

- Napájecí zdroj:
  - externí, pasivně chlazený
  - typ: AC-50
  - AC vstup: 230 V, 50 Hz a 60 Hz, 0,2 A
  - DC výstup: +5 V, +12 V, -12 V

### Cartridge rozšiřující hardware
- EC-5 – Cartridge multiplexer (rozdvojka)
- EM-5 – 32 KB RAM expansion (paměť)
- JS-5 – Joysticks (herní ovladače s páčkou)
- JP-5 – Joypads (herní ovladače s kolečkem)
- EB-5 – Expansion box (roztrojka s přídavným napájením)
- PI-5 – Parallel I/O cartridge (datové rozhraní s 8bitovými datovými sběrnicemi)
- SI-5 – Serial interface cartridge (datové rozhraní se sériovým rozhraním)

### Dostupné periferie
- PT-5 – Thermal printer (maticová tiskárna na teplocitlivý papír)
- FD-5 – Floppy disk drive (autonomní disketová mechanika pro 3" diskety)
- DR-5 – Personal data recorder (magnetofon na CC kazety)

### Připojení magnetofonu
Kabel magnetofonu je zakončen dvěma konektory jack 3,5 mm mono a jedním konektorem jack 2,5 mm mono:
- bílý – vstup dat
- červený – výstup dat
- černý – dálkové ovládání magnetofonu (PAUSE ON/OFF)

## Softwarová specifikace

### Uspořádání adresního prostoru
Standardní uspořádání pamětí ROM a RAM v počítači a přídavných modulech
```
 Adresa            Obsah             KB
 FFFF +----------------------------+ 64 \
      |                            | 62 |
 F000 |                            | 60 |
      |                            | 58 |
 E000 |                            | 56 |
      |                            | 54 |
 D000 |                            | 52 |
      |                            | 50 |
 C000 |     DRAM v modulu EM-5     | 48  > 32KB
      |                            | 46 |
 B000 |                            | 44 |
      |                            | 42 |
 A000 |                            | 40 |
      |                            | 38 |
 9000 |                            | 36 |     +----------------------------+
      |                            | 34 |     | 4KB RAM v modulech BG a BF |
 8000 |----------------------------| 32<      +----------------------------+
      |     4KB RAM v počítači     | 30  > 4KB
 7000 |----------------------------| 28<      <--- 6FFF pro Basic-F
      |                            | 26 |
 6000 |                            | 24 |     <--- 5FFF pro Basic-G
      |                            | 22 |
 5000 |      ROM jazyku BASIC      | 20 |
      |                            | 18  > 20KB
 4000 |    v přídavných modulech   | 16 |     <--- 3FFF pro Basic-I
      |                            | 14 |
 3000 |                            | 12 |
      |                            | 10 |
 2000 |----------------------------|  8<
      |                            |  6 |
 1000 |   Monitor ROM v počítači   |  4  > 8KB
      |                            |  2 |
 0000 +----------------------------+  0 /

```

### Cartridge se softwarem
- Basic-I
  - Pouze pro celočíselnou aritmetiku (16 bit se znaménkem), omezená sada příkazů, cartridge dodávaná ve standardní sestavě počítače
- Basic-G
  - Pouze pro celočíselnou aritmetiku (16 bit se znaménkem), množství příkazů pro grafické a zvukové funkce
- Basic-F
  - Floating point aritmetika, omezená sada příkazů pro grafické a zvukové funkce
- FALC
  - balík aplikací (tabulkový procesor)
- Paint Designer (P-Designer)
  - kreslící program
- Game cartridges
  - různé hry

## Současnost
Počítač Sord M5 se pro svou malou rozšířenost stal sběratelskou raritou. I přes četná amatérská rozšíření vytvořená v osmdesátých a devadesátých letech v Československu, což dokumentují klubové zpravodaje 602. ZO Svazarmu, nepokračuje ve vývoji ani komunita, ani žádný z výrobců hardware či software. Jeden z posledních mohykánů je Charlie Robson aka Sir Morris, který vyvíjí univerzální cartridge M5-Multi, která obsahuje sbírku dostupného archivního software pro Sord M5.

## Prodej

### Maloobchodní cena
- ČSSR maloobchodní cena (Tuzex)
  - Sord M5 + Basic-I + JP-5: 1600,- Tuzexová koruna
  - EM-5: 860,- Tuzexová koruna

- UK maloobchodní cena, Prosinec 1983[1] až květen 1984[2]
  - £190      SORD M5 + BASIC-I + JP-5 (později zlevněno na £149)
  - £12.50   Pair of JOYPADS
  - £199.95 M5 PRINTER + connection cable + "starter" roll of thermal paper
  - £12.95   M5 centronics cable
  - £44.95   cartridge BASIC-F
  - £34.95   cartridge BASIC-G
  - £34.95   cartridge FALC
  - £23.95   cartridge WORD MAZE
  - £23.95   cartridge SUPER COBRA
  - £23.95   cartridge POO YAN
  - £23.95   cartridge HEAVY BOXING
  - £23.95   cartridge REALTENNIS
  - £23.95   cartridge GUTTANG GOTTONG
  - £23.95   cartridge UP UP BALLOON
  - £23.95   cartridge WONDER HOLE
  - £19.95   cartridge FRUIT SEARCH
  - £19.95   cartridge DRAGON ATTACK
  - £24.95   cartridge M5 PI-5